# (1915) Quetzálcoatl
(1915) Quetzálcoatl – planetoida z grupy Amora okrążająca Słońce w ciągu 4 lat i 19 dni w średniej odległości 2,54 j.a. Została odkryta 9 marca 1953 roku w Palomar Observatory przez Alberta Wilsona. Nazwa planetoidy pochodzi od Quetzalcoatla, w wierzeniach Azteków i Tolteków boga wiatru, nieba i ziemi. Przed nadaniem nazwy planetoida nosiła oznaczenie tymczasowe (1915) 1953 EA.